# Charles Fitzpatrick

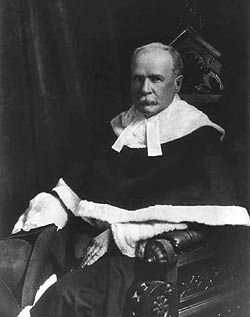
Charles Fitzpatrick

Sir Charles Fitzpatrick, GCMG, PC, QC (* 19. Dezember 1853 in Sainte-Foy (heute Teil der Stadt Québec); † 17. Juni 1942 in Québec) war ein kanadischer Richter, liberaler Politiker und Professor für Strafrecht. Er war von 1902 bis 1906 Justizminister und wurde danach zum Vorsitzenden des Obersten Gerichtshofes ernannt. Dieses Amt übte er bis 1918 aus, danach war er bis 1923 Vizegouverneur der Provinz Québec.

## Biografie
Fitzpatrick studierte Recht an der Université de Laval, erhielt 1876 die Zulassung als Rechtsanwalt und eröffnete eine Kanzlei in der Stadt Québec. 1885 erlangte er landesweite Bekanntheit, als er im Hochverratsprozess gegen Louis Riel, dem Anführer der Nordwest-Rebellion, die Verteidigung anführte. Das Todesurteil gegen Riel und seine Hinrichtung konnte er jedoch nicht verhindern. 1890 wurde er in das Provinzparlament von Québec gewählt, sechs Jahre später folgte die Wahl ins Unterhaus.
Premierminister Wilfrid Laurier berief Fitzpatrick zunächst als Vizejustizminister (solicitor-general) ins Bundeskabinett, ab 1902 war er Justizminister (attorney-general). Auf Vorschlag Lauriers wurde er am 4. Juni 1906 als Mitglied des Obersten Gerichtshofes vereidigt. Er ist der einzige neben William Buell Richards, der beim Amtsantritt sogleich als Chief Justice den Vorsitz übernahm. Er trat am 20. Oktober 1918 zurück, nachdem er die Nomination als Vizegouverneur der Provinz Québec angenommen hatte. Dieses rein repräsentative Amt übte er bis zum 31. Oktober 1923 aus. Von 1905 bis 1936 war Fitzpatrick zusätzlich Professor für Strafrecht an der Université de Laval.

## Nachwirkung
Die kanadische Regierung, vertreten durch den für das Historic Sites and Monuments Board of Canada zuständigen Minister, ehrte Fitzpatrick am 11. November 1973 für sein Wirken und erklärte ihn zu einer „Person von nationaler historischer Bedeutung“.